# جيمس د. مورو
جيمس د. مورو (بالإنجليزية: James D. Morrow)‏ هو عالم سياسة أمريكي، ولد في 12 أبريل 1957.